# Queenstown Airport
Queenstown Airport är en flygplats i Australien. Den ligger i kommunen  West Coast och delstaten Tasmanien, i den sydöstra delen av landet, omkring 170 kilometer nordväst om delstatshuvudstaden Hobart. Queenstown Airport ligger 263 meter över havet.
Trakten runt Queenstown Airport är nära nog obefolkad, med mindre än två invånare per kvadratkilometer.. Närmaste större samhälle är Queenstown, nära Queenstown Airport.
I omgivningarna runt Queenstown Airport växer i huvudsak städsegrön lövskog. Genomsnittlig årsnederbörd är 2 407 millimeter. Den regnigaste månaden är september, med i genomsnitt 283 mm nederbörd, och den torraste är februari, med 92 mm nederbörd.